# 2024年一般教書演説
2024年一般教書演説（2024ねん いっぱんきょうしょ えんぜつ、英: 2024 State of the Union Address）は、第46代アメリカ合衆国大統領のジョー・バイデンが2024年3月7日木曜午後9時（東部標準時）にアメリカ合衆国下院本会議場でアメリカ合衆国第118議会に向けて行った。2024年1月6日に下院議長のマイク・ジョンソンが合同会議での演説の日程を提案し、バイデンがこれを受け入れた。これはスーパー・チューズデーに実施された。演説でバイデンは経済、民主主義、中絶の権利、アメリカ＝メキシコ国境危機、ロシアのウクライナ侵攻、イスラエル＝ハマス戦争などの問題を取り上げるとみられていた。

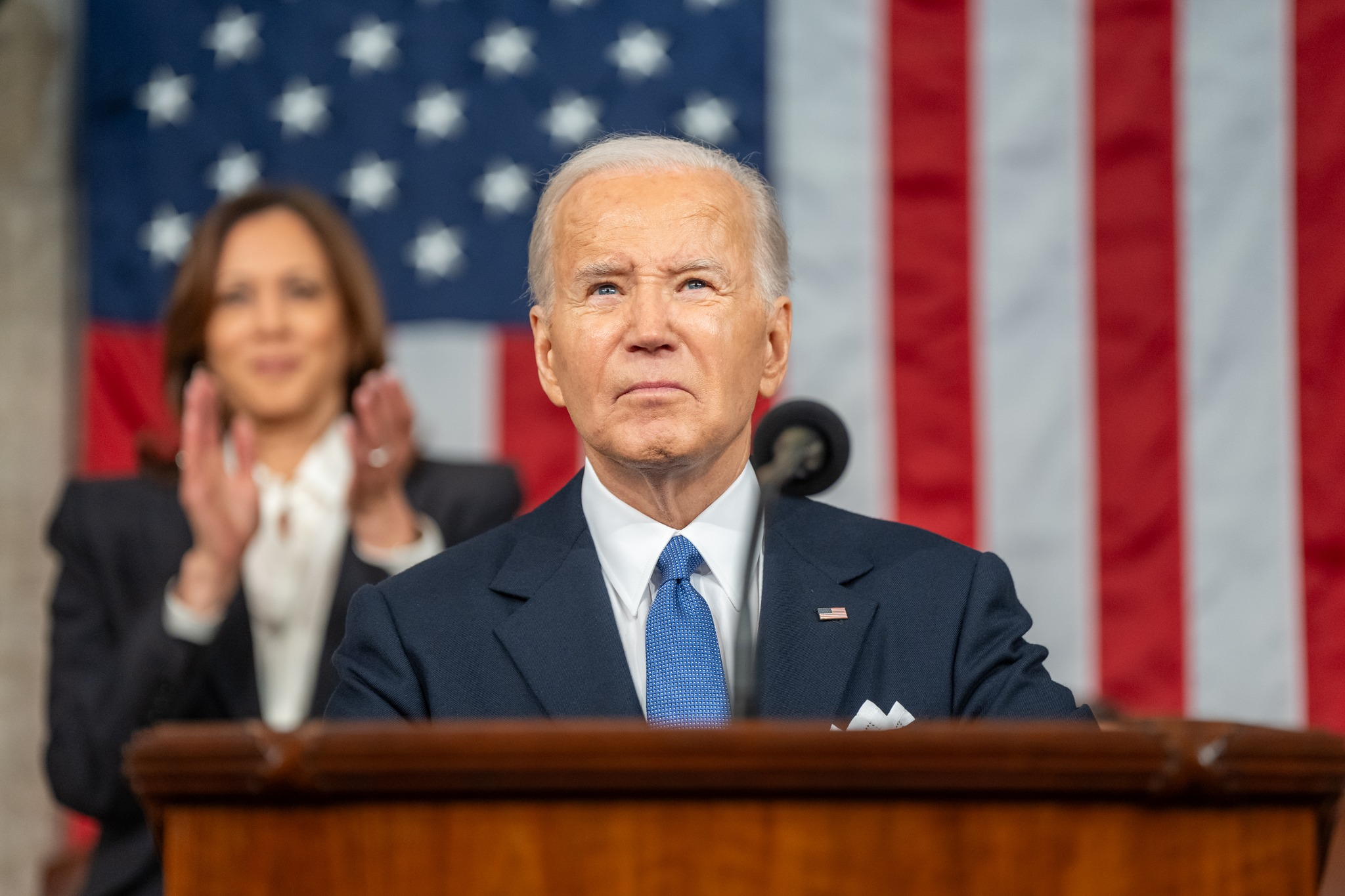
合衆国議会で一般教書演説を行うバイデン大統領

バイデンにとって3回目となるこの一般教書演説は合同会議での4回目の演説であった。大統領の後ろに座るのは副大統領のカマラ・ハリスと下院議長のマイク・ジョンソンであり、ジョンソンは合同会議長、ハリスは上院議長としての職務を果たした。
2022年はナンシー・ペロシ、2023年はケビン・マッカーシー、2024年はマイク・ジョンソンが下院議長を務めているが、3年連続で異なる議長の前で一般教書演説を行うのは史上初めてである。

## 演説
バイデン大統領は2024年3月7日午後9時26分（東部標準時）に正式に演説を開始した（当初は午後9時に予定されていた）。トランプ前大統領の2019年一般教書演説と同様にバイデンは慣例を破って下院議長の紹介無しで演説を始めた。大災害が発生した場合に備えての政府の存続を維持するための指定生存者には教育長官のミゲル・カルドナが選ばれ、演説中には非公開の場所に滞在した。

### 話題
バイデンが言及した話題にはロシアのウクライナ侵攻、国境危機、イスラエル＝ハマス戦争、銃犯罪、大麻のリスケジューリング、学生ローンの負債、薬科、中絶などが含まれた。またこの前月に発生したレイケン・ライリー殺害事件についても国境政策の文脈で言及し、イスラエル＝パレスチナ紛争の二国家解決を唱え、自分の年齢についても間接的なジョークを飛ばした。
演説中にバイデンは前大統領で2024年共和党候補のドナルド・トランプの名前を出さず、13回にわたって「私の前任者」（"my predecessor"）と呼称し、トランプが2021年議会議事堂襲撃事件の参加者を賞賛したことや国境対策妥協案を拒否するように共和党議員に圧力をかけたことを非難した。
バイデンはロー対ウェイド判例を覆した2022年のドブス対ジャクソン女性健康機構判例に言及し、傍聴席に座る最高裁判事たちに視線を向け、「判事の皆さん、敬意を表しますが、女性たちには選挙権や政治的力が無いわけではありません。皆さんは、それがどれだけのものかをこれから理解することになるでしょう」と直接語りかけ、その後観衆の拍手で遮られた。

## 抗議

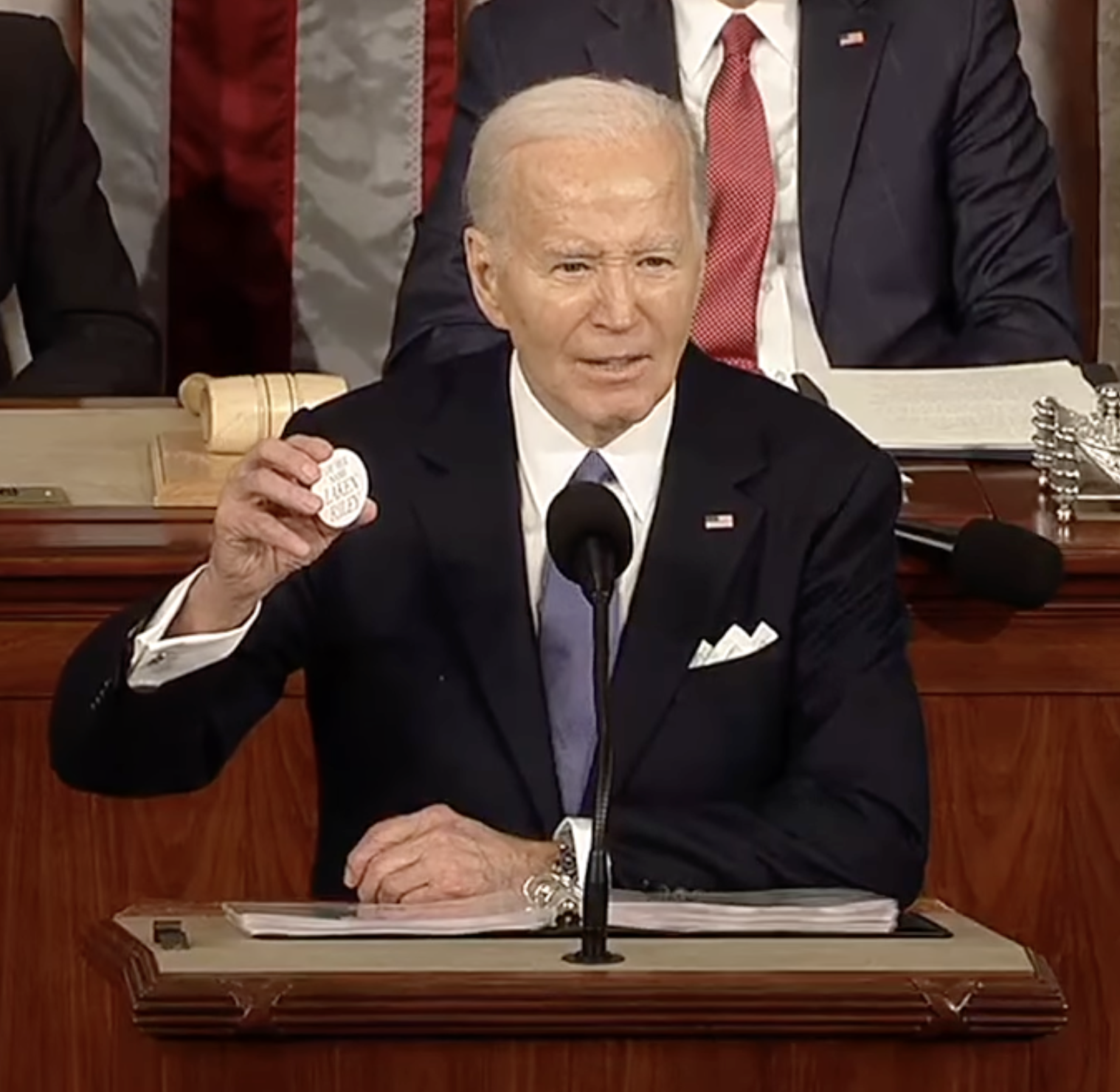
マージョリー・テイラー・グリーン議員が配った「レイケン・ライリー、彼女の名前を言って」と書かれたピンバッジを持つジョー・バイデン

演説までの数時間、平和のためのユダヤ人の声を中心とする複数の親パレスチナ派団体が議事堂に続く通りで抗議活動を行い、彼の車列を妨害した。車列は抗議団体に近づかない別のルートをとった。
演説の後半、本会議場に出席していたスティーヴン・ニクイは2021年8月のアフガニスタンからのアメリカ軍の撤退の際のカーブル国際空港テロにおけるアビーゲート爆破事件について繰り返し叫んだ。ニクイは本会議場から追い出されて逮捕された。共和党下院議員のブライアン・マストによると、この罵声を浴びせたニクイはアビーゲート爆破事件で亡くなった兵士の父親であり、彼のゲストとして出席していた。
演説中に共和党下院議員のマージョリー・テイラー・グリーンはバイデンが特にメキシコとの国境問題に言及した際に何度も口を挟んだ。バイデンはグリーンが配った「レイケン・ライリー、彼女の名前を言って」（"Say her name Laken Riley"）と書かれたピンバッジを手に取り、「不法入国者に殺された罪のない若い女性。その通りだ」と述べた。グリーンはその後も演説中のバイデンにしばしば無差別に口を挟み続けた。

## 反論演説

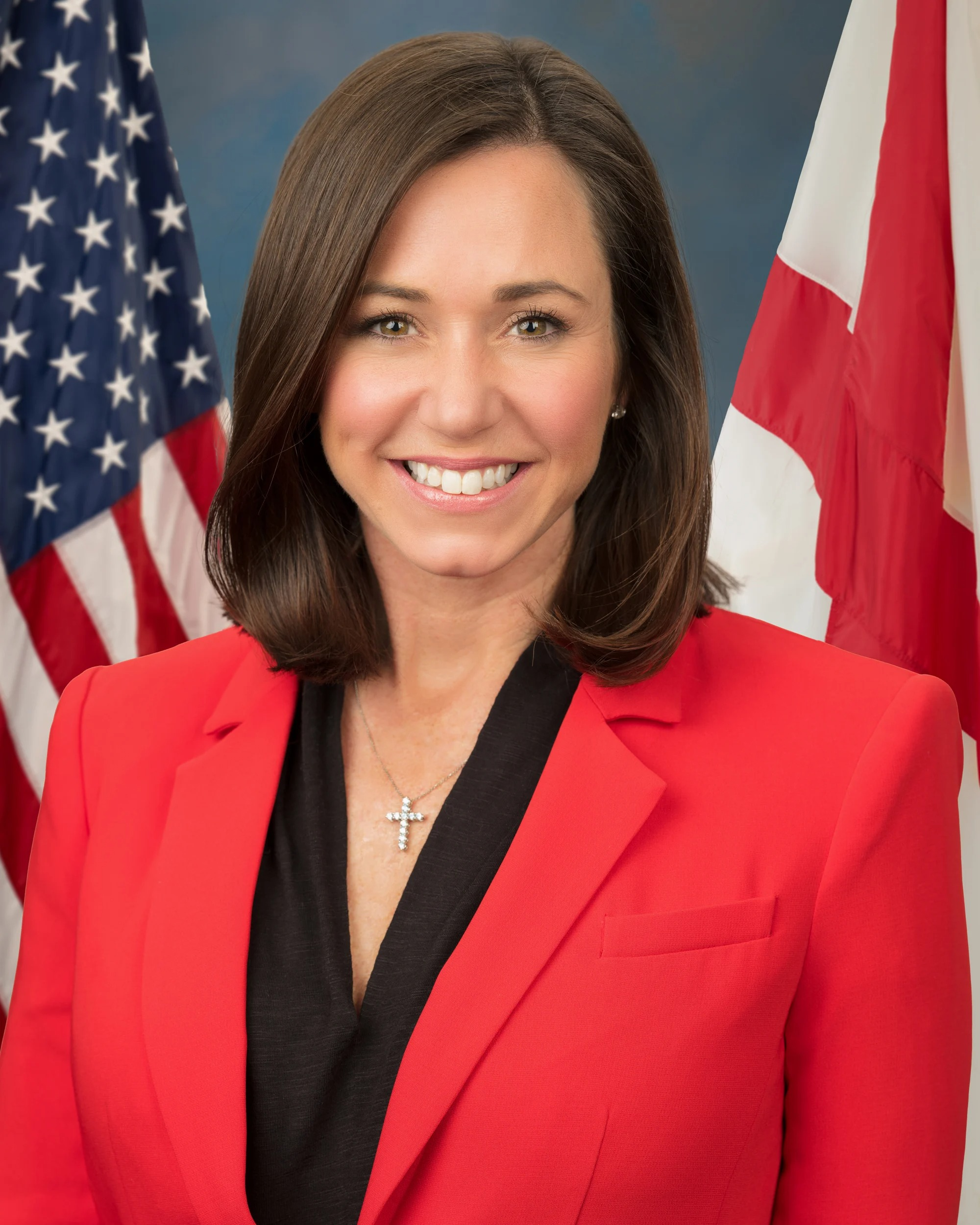
ケイティ・ブリット上院議員

共和党からの反論演説は上院議員のケイティ・ブリットが行った。また同じく共和党の下院議員のモニカ・デ・ラ・クルーズがスペイン語で反論演説を行った。前大統領のドナルド・トランプは演説開始と同時に自身のプラットフォームであるTruth Socialでバイデンに対する「プレイ・バイ・プレイ」による反論のライブ配信を計画した。このプラットフォームはライブ配信開始と同時に広範な障害や不具合が発生した。無所属系で最初の反論を行ったのはロバート・F・ケネディ・ジュニアであり、彼はスペイン語でも実施した。
主に移民問題に触れたブリットの演説は共和党員からも含めて概ね否定的な評価を受け、その不正確さが批判された。批判者からはブリットの演説は「芝居がかっている」、「不愉快」、「不誠実」、「大げさ」と評され、台所を演説場所に選んだ彼女の決断は疑問視された。ジャーナリストのジョナサン・M・カッツはブリットが性犯罪被害者のカルラ・ハシント・ロメロの話を誤って伝えていると非難した。カッツの調査によると、ブリットが演説で紹介した事件はジョージ・W・ブッシュ大統領時代のメキシコで発生したものである。ブリットの演説は『サタデー・ナイト・ライブ』のオープニング・モノローグでパロディにされ、スカーレット・ヨハンソンが彼女に扮した。

## 評価
政治コメンテーターからはバイデンの演説は「炎のよう」と評され、バイデンの年齢と体力に関する懸念に対する「鋭い反撃」として機能したと言われた。保守派のコメンテーターからはバイデンの演説は攻撃的でエネルギッシュ過ぎると評された。
一部の民主党議員からはバイデンが演説でレイケン・ライリーを殺害した犯人を「無登録」（"undocumented"）滞在者ではなく「不法」（"an illegal"）と表現し、また彼女の名前を「リンカーン・ライリー」（"Lincoln Riley"）と混同していたことが批判された。バイデンは「不法」という言葉を使ったことを後悔し、「無登録」と表現すべきだったと述べた。
CNNがファクトチェックを行ったところ、バイデンの発言のほとんどは正確であったが、彼の主張のいくつかは虚偽であったり、誤解を招いたり、文脈を必要とするものであった。

## 視聴者数
一般教書演説の視聴者数は2023年よりも18%増加して3220万人となった。MSNBCは2024年演説の視聴者数が2022年を上回った唯一のネットワークである。
| ネットワーク         | 視聴者数  |
| -------------------- | --------- |
| FNC                  | 5,640,000 |
| ABC                  | 5,024,000 |
| NBC                  | 4,328,000 |
| MSNBC                | 4,200,000 |
| CBS                  | 3,935,000 |
| CNN                  | 2,511,000 |
| フォックス           | 1,744,000 |
| フォックス・ビジネス | 240,000   |
| CNBC                 | 112,000   |

  ブロードキャストネットワーク
  ケーブルニュースネットワーク

### 反論演説
無所属のロバート・F・ケネディ・ジュニアが反論演説を行った。
| ネットワーク | 視聴者数   |
| ------------ | ---------- |
| TikTok       | 10,800,000 |
| Twitter      | 10,300,000 |
| Instagram    | 3,000,000  |
| YouTube      | 1,000,000  |
| Facebook     | 346,000    |
| Rumble       | 29,000     |